# Рамос, Эдуардо (футболист)
Эдуардо Рамос Эскобедо (исп. Eduardo Ramos Escobedo; род. 8 ноября 1949, Масатлан) — мексиканский футболист, защитник.

## Клубная карьера
Во взрослом футболе дебютировал в 1968 году выступлениями за команду «Толука», в которой провёл девять сезонов. За это время стал с командой чемпионом и обладателем Кубка Мексики.
В 1977 году перешёл в клуб «Гвадалахара», за который отыграл 4 сезона.
Завершил карьеру футболиста выступлениями за команду «Гвадалахара» в 1981 году.

## Карьера в сборной
19 февраля 1971 года дебютировал в официальных матчах в составе национальной сборной Мексики.
В составе сборной был участником чемпионата мира 1978 года в Аргентине, но его команда не преодолела групповой этап.
В течение карьеры в национальной команде, которая длилась 8 лет, провел в её составе 37 матчей.